# IXV
El Intermediate eXperimental Vehicle (Vehículo Experimental Intermedio), más conocido por sus siglas en inglés, IXV, es la nave de reingreso diseñada por la 
Agencia Espacial Europea (AEE) como parte de su Programa Preparatorio de Futuros Lanzadores.
Fue lanzada desde la Guyana Francesa el 11 de febrero de 2015.